# Port lotniczy Saint-François
Port lotniczy Saint-François – trzeci co do wielkości port lotniczy Gwadelupy, zlokalizowany w miejscowości Saint-François.